# Vironvay

Vironvay este o comună în departamentul Eure, Franța. În 1 ianuarie 2022 avea o populație de 331 de locuitori.